# San Pedro de Luna
San Pedro de Luna fue una localidad española perteneciente al antiguo municipio de Láncara de Luna, en la provincia de León, comunidad autónoma de Castilla y León. Desapareció bajo las aguas del embalse de Barrios de Luna, lo mismo que su ayuntamiento y los pueblos de Abelgas, Aralla, Caldas, Campo, Lagüelles, Láncara,  Pobladura, Rabanal, Robledo de Caldas, San Pedro de Luna (o de los Burros o los Borricos), Santa Eulalia de las Manzanas, Sena, Arévalo y Vega de Robledo.

## Geografía física

### Ubicación
Se encontraba situado en la orilla izquierda del río Luna.

## Historia
siglo XIX
En el siglo XIX Pascual Madoz en su Diccionario Geográfico lo llama San Pedro de Luna o de los Borricos; lo describió como lugar del Ayuntamiento de Láncara, partido judicial de Murias de Paredes, audiencia territorial y capitanía general de Valladolid y diócesis de Oviedo. Tenía una iglesia parroquial llamada de San Pedro. Se producía grano, legumbres, lino y se cultivaban buenos pastos para la cría del ganado; tenía buenas parcelas para arbolado de frutales; contaban con caza y pesca de truchas y anguilas principalmente. Además comerciaban con madera para la construcción.
siglo XX
En 1956 se construyó para zonas de regadío del Páramo Leonés y la comarca del río Órbigo el embalse de Barrios de Luna cuyo proyecto databa de 1935-1936 y que provocó la despoblación de 14 pueblos: El Ayuntamiento de Láncara de Luna quedó sumergido junto con sus pueblos Arévalo, Campo de Luna, La Canela, Casasola, Cosera de Luna, Lagüelles, Láncara de Luna, Miñera, El Molinón, Oblanca, San Pedro de Luna, Santa Eulalia de las Manzanas, Truva y Ventas de Mallo.

San Pedro de Luna durante la sequía del embalse en 2017
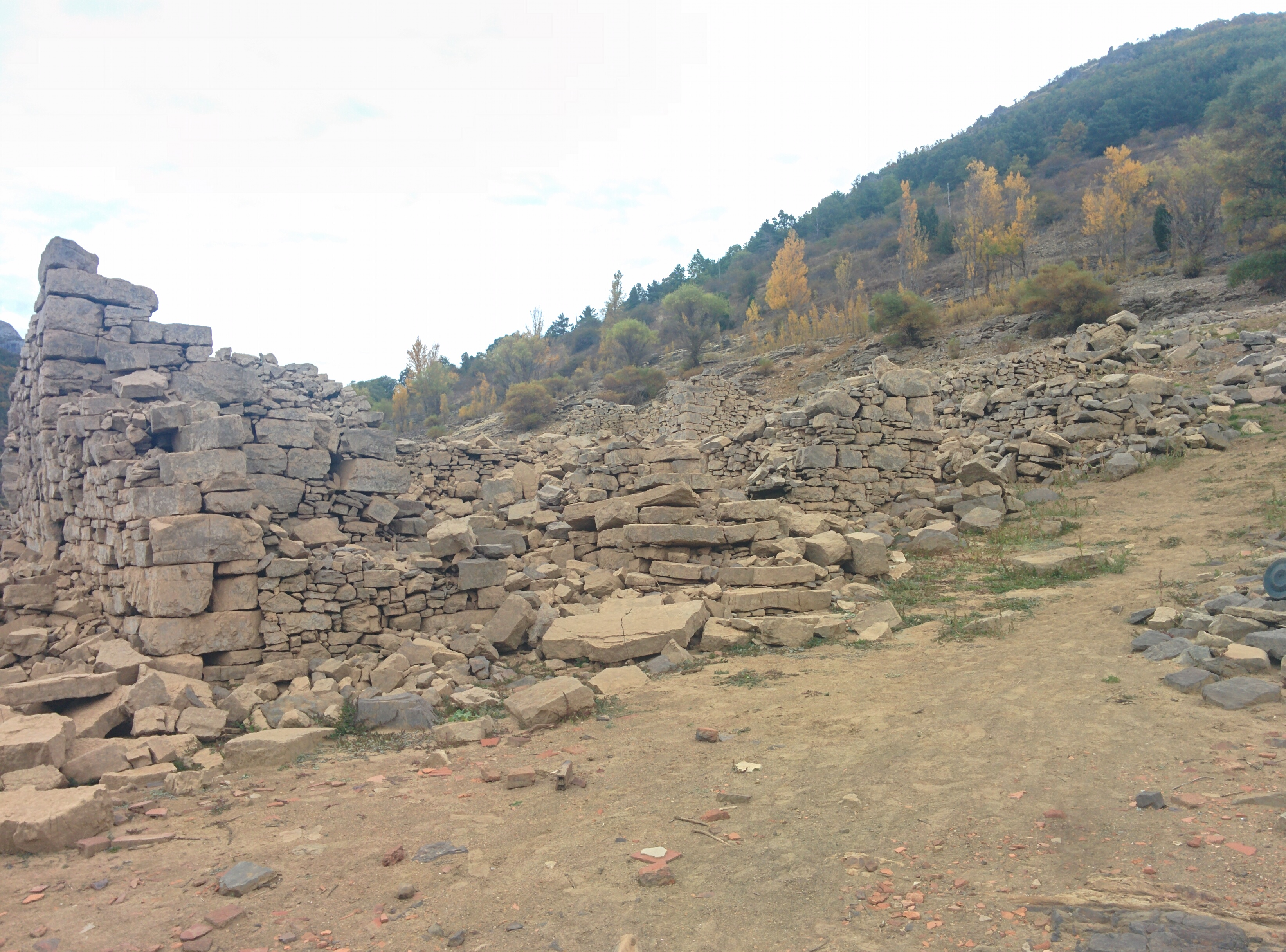
Ruinas tras el despoblamiento
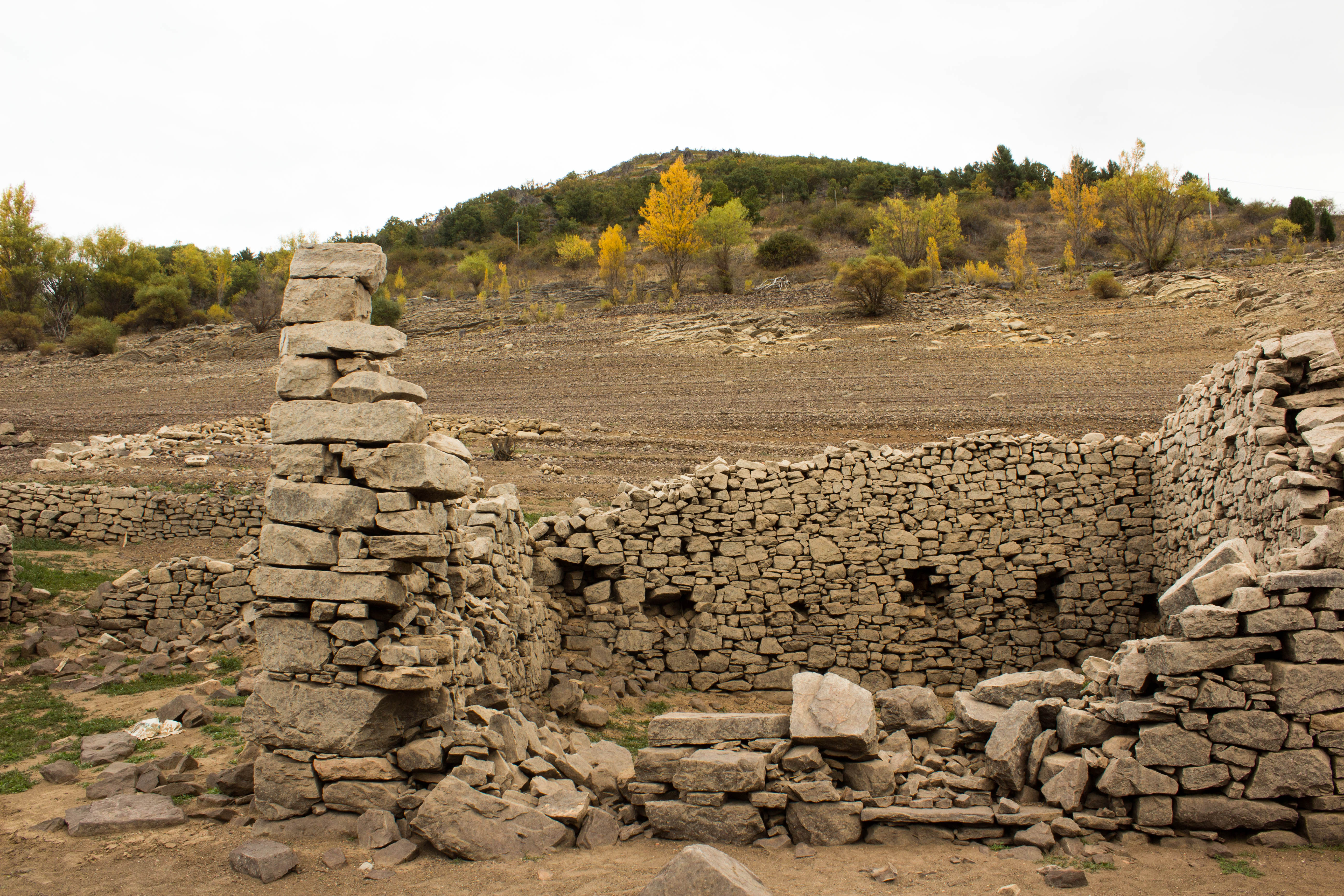
Ruinas tras el despoblamiento
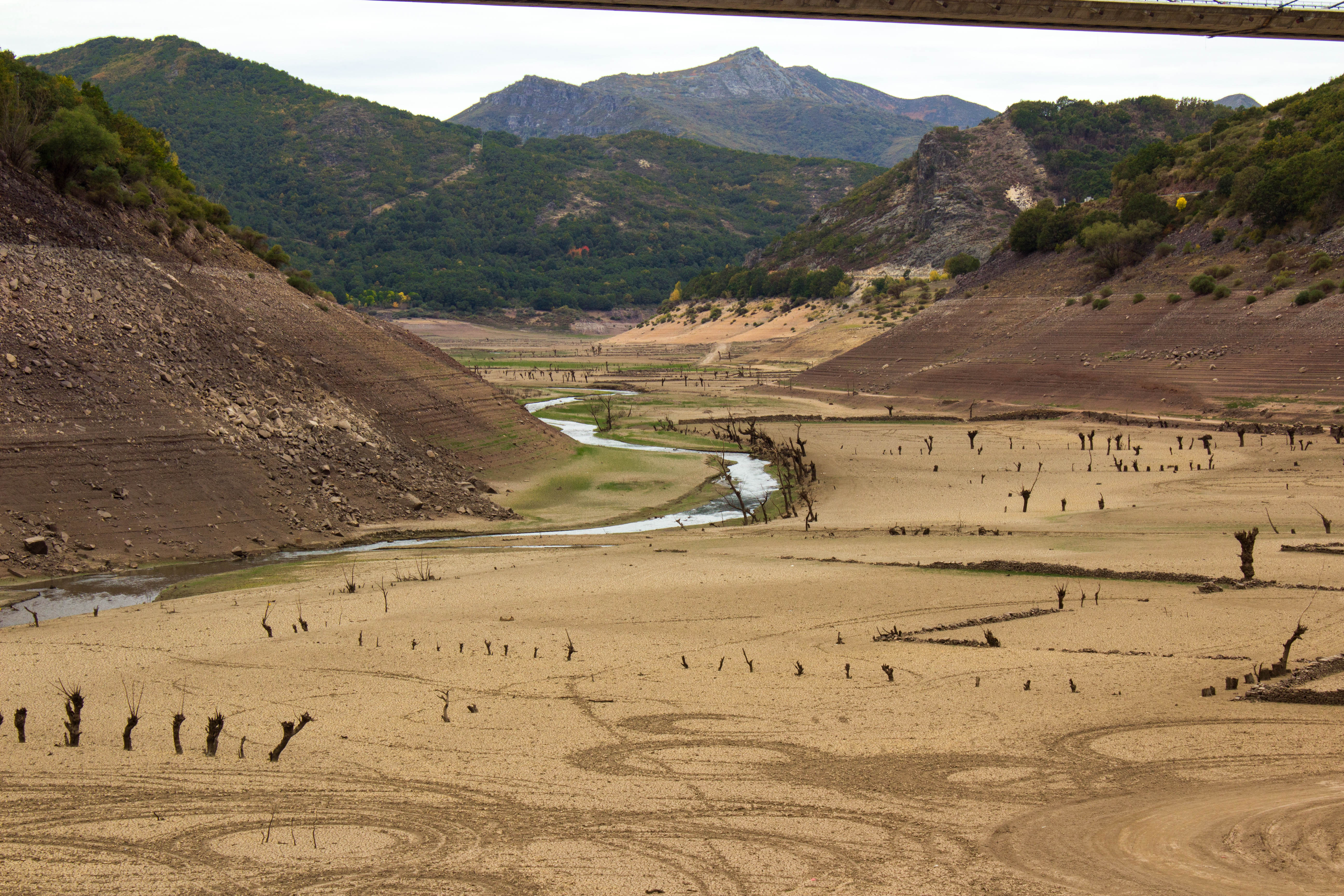
Cauce del río Luna
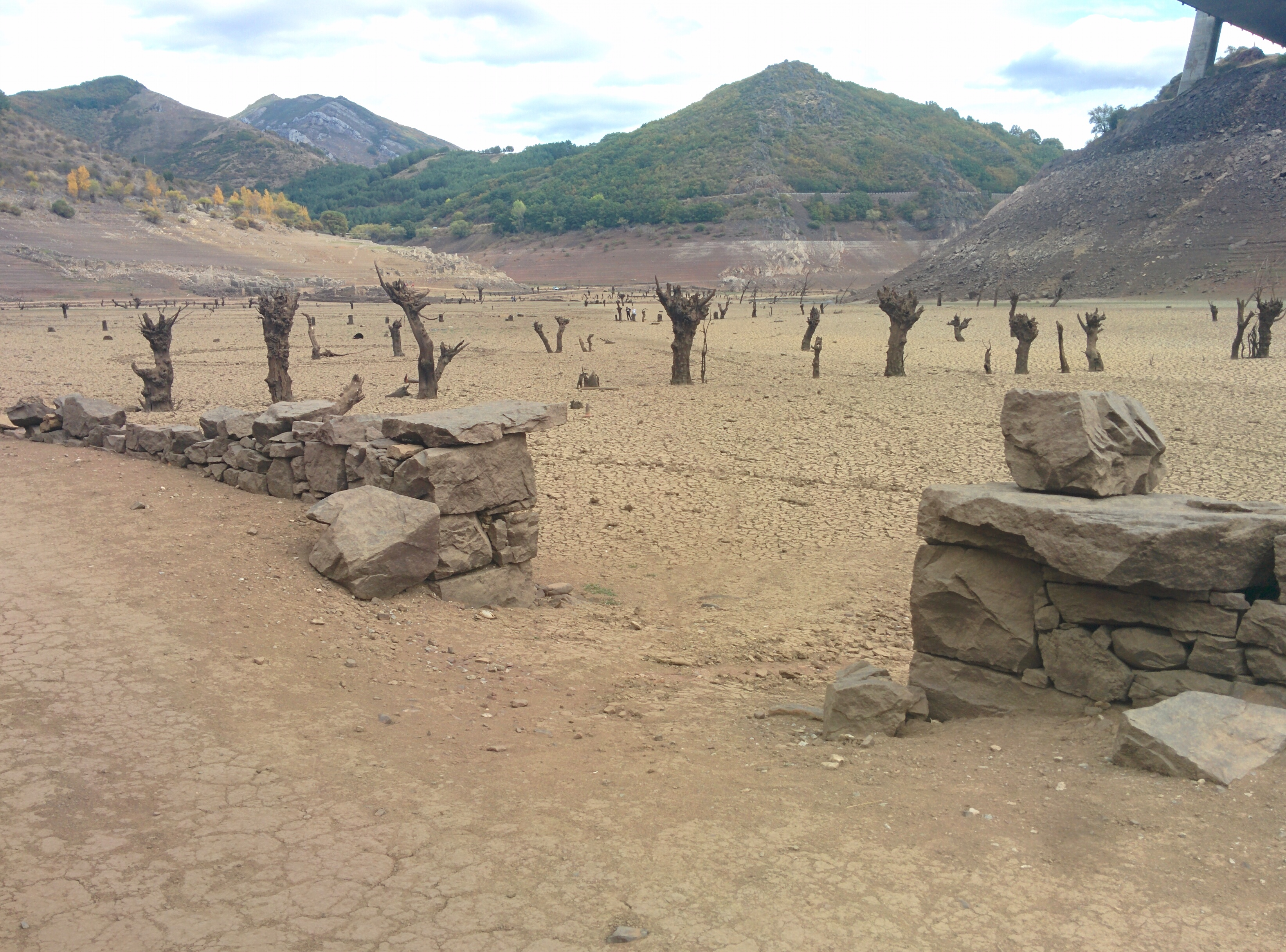
Campos de San Pedro de Luna